# Temple d'Amon (Louxor)
Ne doit pas être confondu avec Temple de Karnak.
Pour les articles homonymes, voir Temple d'Amon.
| O45 | X1 · O1 | M24 | N21 · Z1 |

| O45 | X1 · O1 | M24 | N21 · Z1 |

Le temple d'Amon à Louxor ou Opet du sud est un temple égyptien voué au culte d'Amon. Situé au cœur de l’ancienne Thèbes, il fut construit pour l’essentiel sous les XVIIIe et XIXe dynasties. Il était consacré au dieu dynastique Amon sous ses deux aspects d’Amon-Rê céleste et d'Amon-Min (divinité ithyphallique). Les parties les plus anciennes actuellement visibles remontent à Amenhotep III et à Ramsès II. Par la suite, de nouveaux éléments furent ajoutés par Chabaka, Nectanébo Ier et les Lagides. À l’époque romaine, le temple fut partiellement transformé en camp militaire. L’édifice, l’un des mieux préservés du Nouvel Empire, a gardé de nombreuses structures en élévation. Outre le grand pylône, le visiteur peut ainsi traverser deux grandes cours à péristyle et la colonnade monumentale qui relie ces deux cours. Le sanctuaire proprement dit, résidence de l'Amon d'Opet, de même que les salles qui précèdent ont conservé une bonne partie de leur couverture en dalles.

## Histoire et développement du temple d'Amon-Min

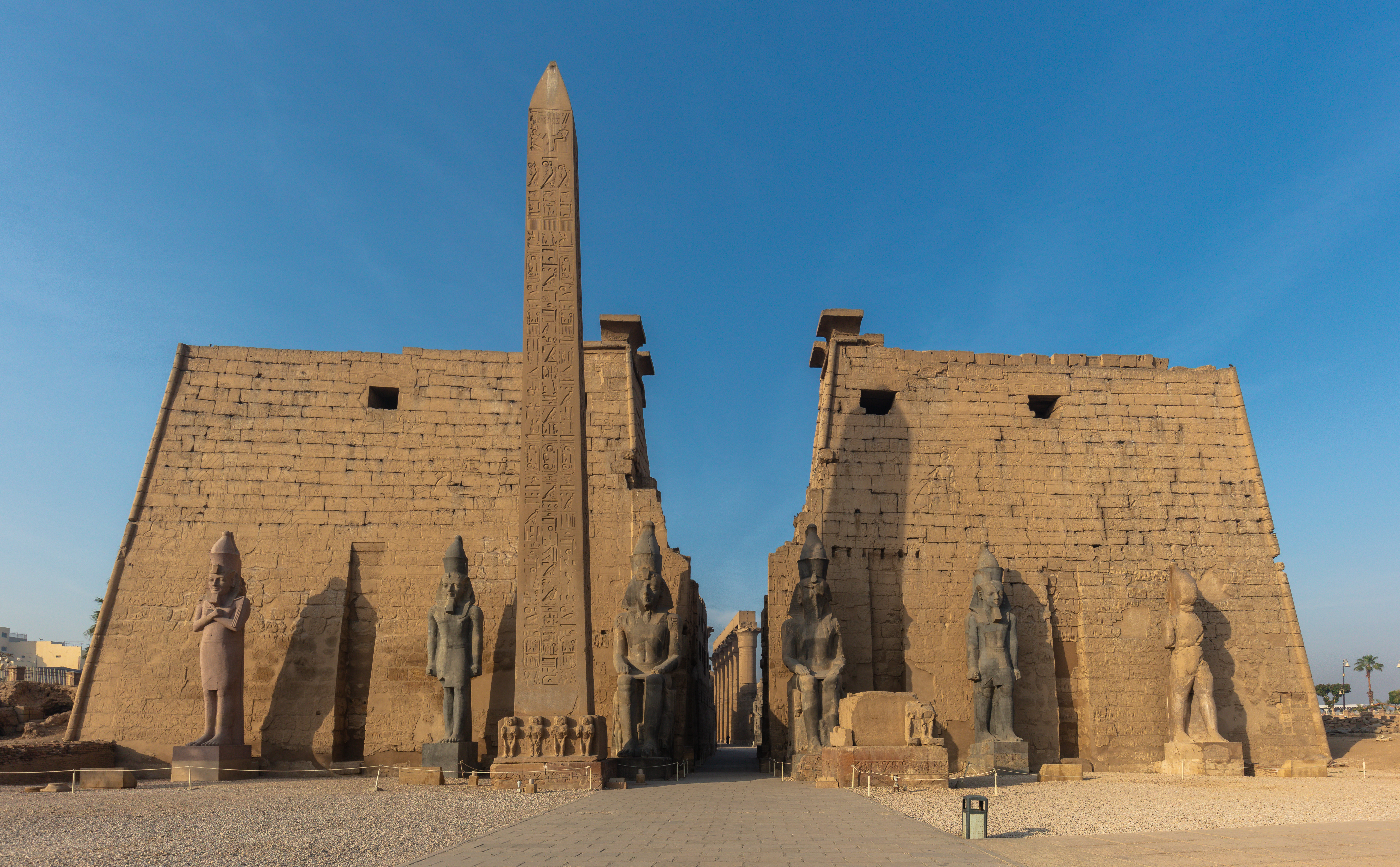
Temple de Louxor vu depuis l'allée des sphinx.

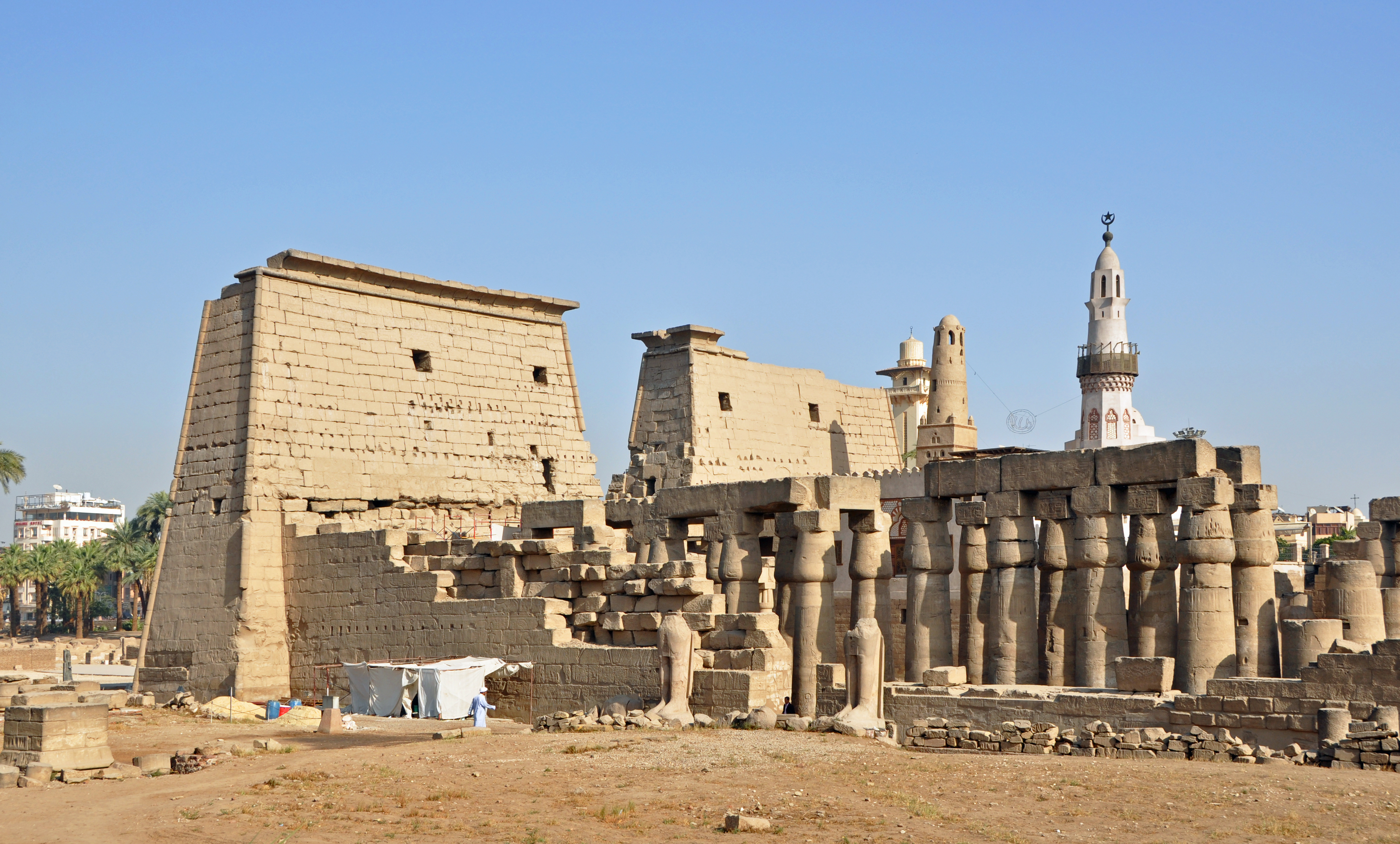
Partie nord-ouest du temple.

La construction fut commandée par Amenhotep III à son architecte Amenhotep fils de Hapou. Ce dernier édifia un temple complet avec, en enfilade, naos, sanctuaire de la barque solaire, salle des offrandes et antichambre, cette dernière flanquée de chapelles reposoirs destinées à la triade thébaine. Le tout est précédé d’une salle hypostyle ouverte sur une grande cour carrée, la « cour solaire », bordée sur trois côtés d’une double rangée de soixante-quatre colonnes papyriformes. Les salles de culte de même que l’hypostyle s’élèvent sur une plateforme qui porte une longue inscription dédicatoire. 
L’ensemble, aux proportions imposantes mais harmonieuses, fut complété par une colonnade processionnelle d’accueil haute de plus de vingt mètres, formant un kiosque monumental qui marquait l’entrée du temple. Le programme architectural s'étendit probablement sur trois phases et occupa tout le règne.
Comme il le fit à Karnak pour la cour de son père dont il réutilisa les éléments dans le massif du troisième pylône, Amenhotep III avait sans doute détruit ou remanié un temple plus ancien devant lequel devait se trouver la chapelle reposoir édifiée par la reine Hatchepsout. En effet, la structure interne est en partie constituée de blocs de remploi provenant d’un édifice antérieur. Difficiles d'accès, ces blocs sont toutefois visibles dans les parties est du temple qui furent altérées à l'époque gréco-romaine. On y a retrouvé notamment des cartouches de Thoutmôsis IV.

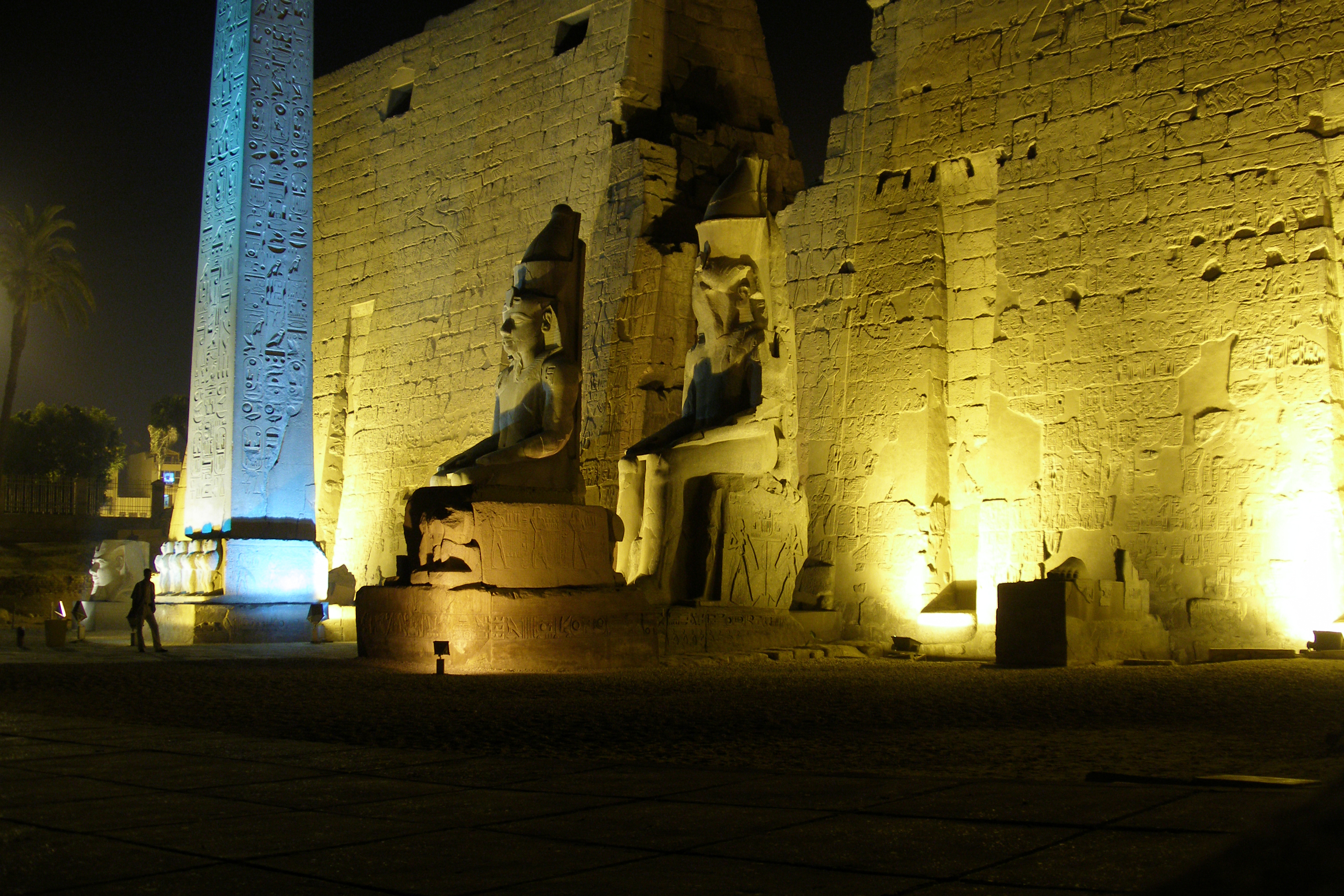
Entrée du pylône du temple de Louxor : « colosses » de Ramsès II.

Exécuté dans le plus pur style de la XVIIIe dynastie, l'Opet du sud constitue un rare exemple de fondation divine du Nouvel Empire qui soit aussi bien préservé, bien que les murs ceinturant les différentes parties du monument se soient écroulés ou aient été réutilisés à des époques ultérieures - ce qui permet d’admirer les colonnades depuis l'extérieur du site. 
Le temple fut délaissé, voire malmené durant la réforme religieuse du pharaon « hérétique » Akhenaton. Les travaux reprirent sous Toutânkhamon et Aÿ, qui achevèrent la décoration des murs de la colonnade processionnelle en y ajoutant notamment les scènes de la fête d'Opet.
Ramsès II, autre grand bâtisseur, ajouta le pylône, dont le parvis était orné de six colosses, quatre debout et deux assis, tous à son nom, ainsi que deux obélisques et une deuxième cour à portiques, d'un style typique de la XIXe dynastie, avec ses colonnes massives qui rappellent celles des bas-côtés de la salle hypostyle de Karnak. Il l'orna ici encore de colosses alternant avec les colonnes tandis que deux autres colosses assis, à son effigie, précédaient l'entrée de la colonnade processionnelle d'Amenhotep III.
Pour édifier cette nouvelle cour, l'architecte de Ramsès tint compte de l'existence d'une triple chapelle reposoir d'Hatchepsout, ce qui explique que l'axe du monument soit déporté vers Karnak. On ne s'en aperçoit pas au premier coup d'œil, mais il est impossible d'avoir depuis le pylône une vue axiale du temple, tant la perspective est ainsi brisée. L'ensemble est cependant trop admirablement conçu pour que cette particularité affecte l'harmonie des proportions ; même les obélisques, de tailles différentes, furent placés en décalé de telle sorte que lorsqu'on a le pylône en face de soi la différence n'apparaisse pas.
Les deux obélisques furent offerts en 1830 au roi de France Charles X par Méhémet Ali, mais seul celui de droite (l'obélisque de Louxor) sera finalement abattu et transporté vers la France où il trône depuis 1836 sur la place de la Concorde à Paris. C'est Jean-François Champollion qui fut chargé par le roi de choisir lequel des deux monuments en partie recouverts de sable, devait en premier être envoyé en France. La légende veut que le savant se soit décidé pour « celui de droite, en entrant dans le palais  [sic] », en fait le plus petit des deux et le plus abîmé.[réf. nécessaire] Quoi qu'il en soit, le transport du monolithe ne se fit que longtemps après la mort de Champollion, puisque l’obélisque fut érigé en grande pompe à Paris le 25 octobre 1836 (soit quatre ans et demi après la mort du savant), à l'aide de dix gigantesques cabestans. En remerciement, Louis-Philippe offrit une horloge qui orne aujourd'hui la cour de la mosquée de Méhémet-Ali au Caire, mais elle fut abîmée pendant le voyage et ne fonctionna jamais au dire des Cairotes. Le second obélisque, qui n’avait jamais quitté l’Égypte, fut officiellement « rendu » par la France en 1981, au début du premier septennat de François Mitterrand.
L'agrandissement du temple se poursuivit à la Basse Époque.

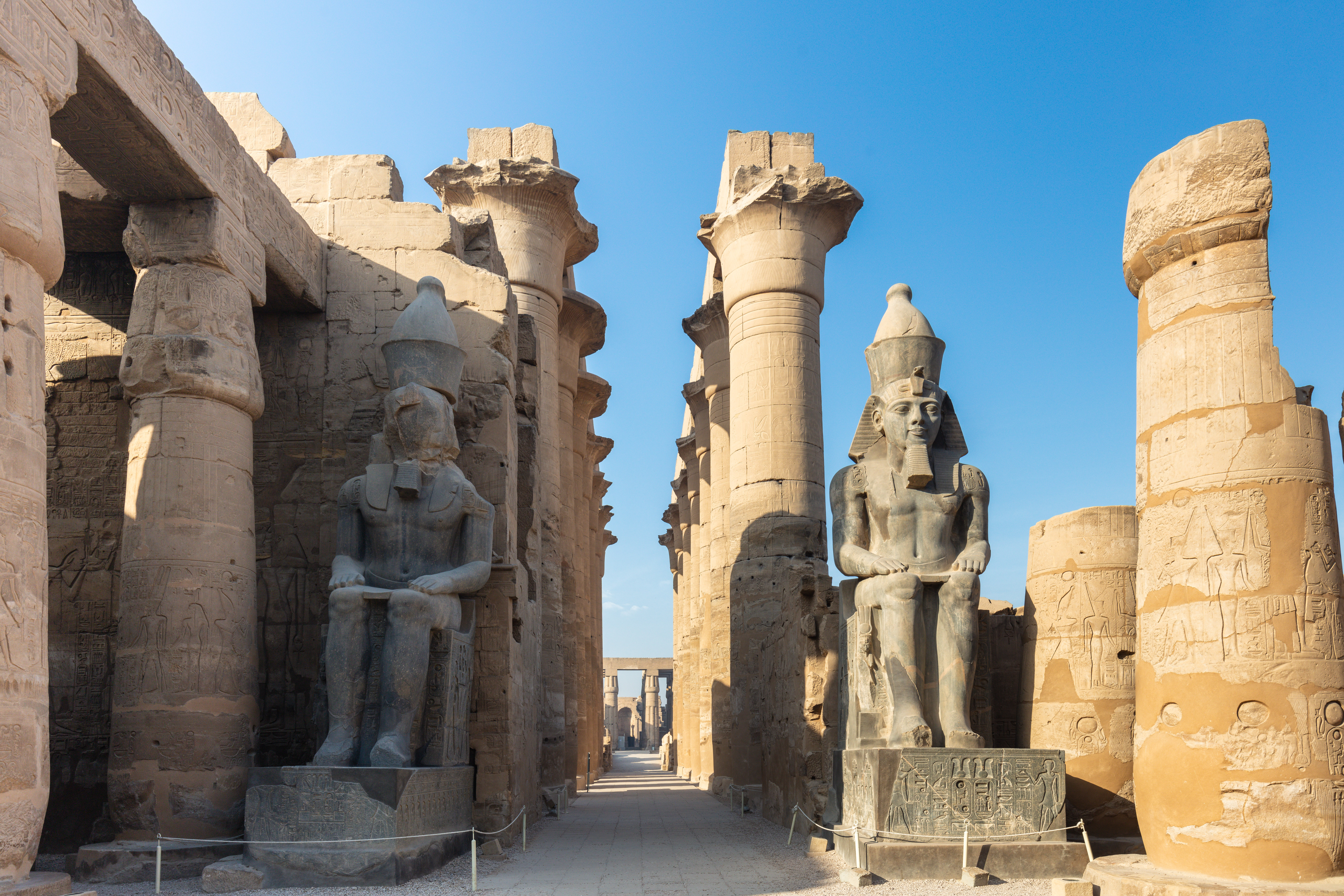
La grande colonnade d'Amenhotep III.

Les pharaons nubiens de la XXVe dynastie y ajoutèrent le mur d'enceinte ainsi qu'un kiosque à colonnes formant une avant-cour. L'enceinte fut réaménagée ou restaurée par les Nectanébo de la XXXe dynastie, comme ils le firent pour l'ensemble des temples de Thèbes. Ils construisirent également l’allée de sphinx qui reliait Louxor à Karnak, de même qu’un petit temple dédié à Isis.
Thèbes semble avoir été délaissée sinon malmenée par les conquérants assyriens et perses, et le développement du temple fut abandonné. Alexandre le Grand réaménagea la salle de la barque, faisant notamment enlever les quatre colonnes qui soutenaient le plafond. On peut encore voir l'emplacement des bases de ces colonnes dépassant sous les premières assises de la chapelle. Celle-ci forme avec la chapelle que Philippe Arrhidheus fit reconstruire pour le temple d'Amon-Rê à Karnak un exemple irremplaçable de l'architecture divine de cette période de transition historique pour la ville de Thèbes.
Ainsi, dès le début de l'époque grecque, les premiers monarques de la nouvelle dynastie apportèrent une attention particulière aux sanctuaires de la ville sainte, attestant par là que Thèbes avait retrouvé un rôle important au cœur de l'Égypte antique.
Enfin, à l’époque romaine, le temple fut partiellement converti en camp militaire. Les prêtres enfouirent alors une série d’images divines et royales dans une favissa qu’ils avaient aménagée dans la grande cour solaire d’Amenhotep III. Ces statues, dont certaines sont uniques en leur genre, y furent découvertes en 1989 et sont actuellement exposées au Musée de Louxor.
Dans sa version « finale », le temple de Louxor mesurait plus de 260 mètres de long sur environ 50 mètres de large.

## Louxor et l'urbanisme religieux de Thèbes

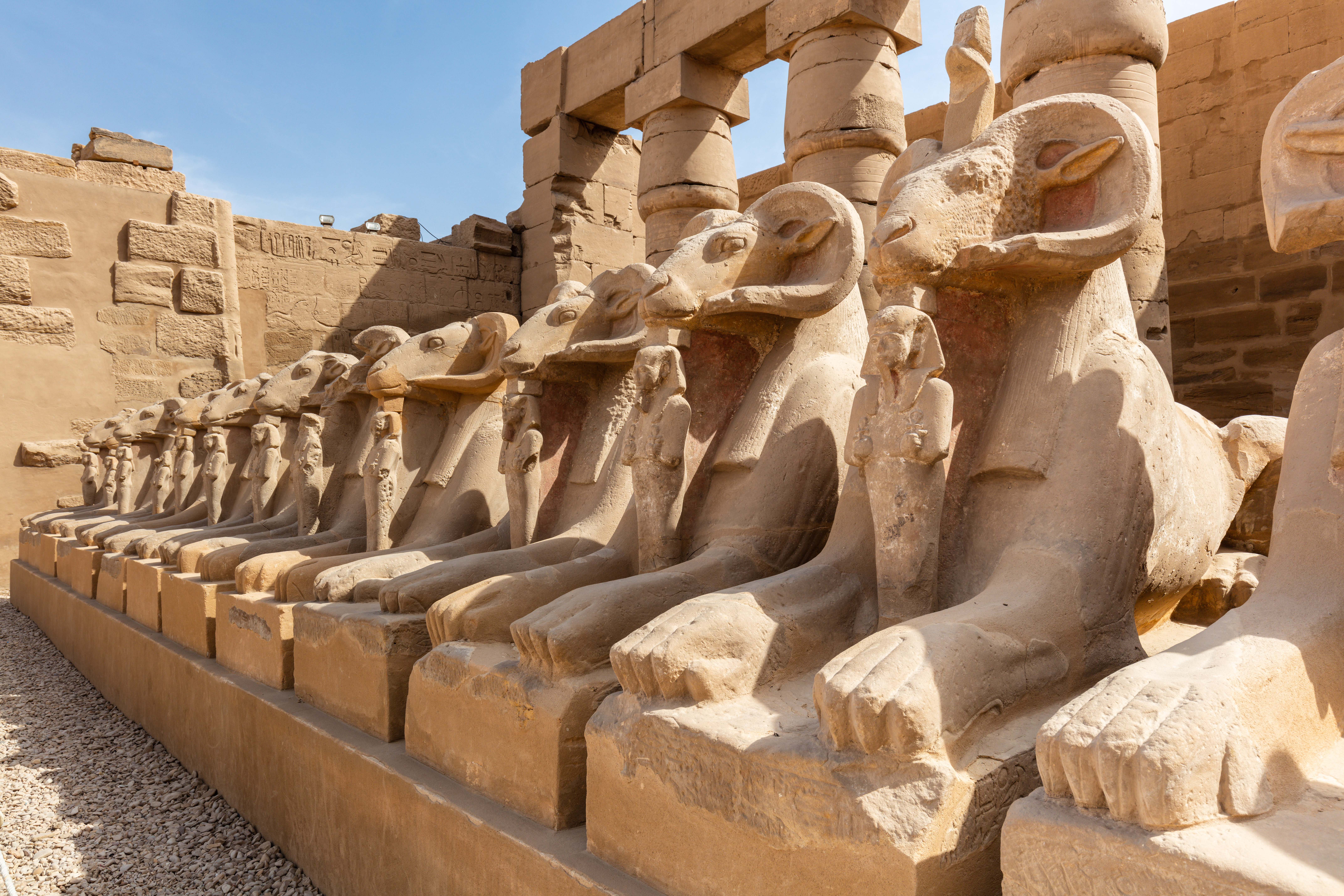
Allée des sphinx à l'entrée du temple de Karnak.

Le temple de Louxor est en quelque sorte le complément méridional du grand temple d'Amon à Karnak, en tant qu’il était dédié à la triade thébaine, mais surtout au ka divin du roi et à la forme génitrice du dieu dynastique sous son aspect d'Amon-Min. Situés à un peu plus de deux kilomètres l’un de l’autre, les deux temples étaient autrefois reliés par un dromos bordé de sept cents sphinx à tête de bélier et de stations ou chapelles reposoirs où s'arrêtaient les barques de la triade thébaine lors de la grande fête d'Opet. Sous le règne de Nectanébo Ier, cette allée cérémonielle fut complétée par des sphinx à visage humain (ou androsphinx) du côté du temple de Louxor. Le dromos constituait l'articulation principale de la ville qu’il traversait du nord au sud, la divisant en un quartier ouest bordant le Nil où se trouvait le port, ses quartiers populaires et celui des artisans, et un quartier est probablement plus résidentiel qui s'étalait entre les grandes enceintes des principaux temples et contenait de nombreux sanctuaires répartis le long des grandes allées pavées qui quadrillaient la cité.
Construit autour du sanctuaire d’Amon-Min et de la chapelle reposoir qui accueillait la barque sacrée portant l'effigie de l’Amon de Karnak lors de sa sortie annuelle, le temple de Louxor était consacré au mystère de la vie que le dieu Amon en tant que Nil bienfaisant renouvelait chaque année. En effet, lors de la grande fête d'Opet, le dieu quittait sa demeure de Karnak en compagnie de son épouse Mout et de leur fils Khonsou, le dieu lunaire, et ils se rendaient par voie fluviale à Louxor. Là, le dieu, rejoignant sa forme fertile, Amon-Min, retrouvait sa vigueur ; puis, au terme de réjouissances qui duraient onze jours à l'origine, il revenait, toujours en compagnie de sa famille divine, vers Karnak en empruntant cette fois le grand dromos. La cérémonie était menée par Pharaon en personne qui, tout en se régénérant lui-même au contact du dieu, présidait ainsi au cycle du renouveau éternel symbolisé par l'arrivée de la crue du Nil au-devant de laquelle Amon s'avançait.
Le temple subit les exactions de la période amarnienne, tant il signifiait le rôle central qu'occupait alors la vieille divinité de Thèbes. Les pharaons qui suivirent Akhenaton s'attachèrent à atténuer ces cicatrices en restaurant parfois maladroitement les reliefs abîmés, mais le martelage des formes divines fut si complet que les traces en sont encore visibles sur les architraves de la grande colonnade où le nom et l'image d'Amon avaient été effacés dans les cartouches d’Amenhotep III.
Le temple de Louxor était donc un élément constitutif essentiel de l'urbanisme religieux de Thèbes ainsi que de la théologie amonienne, à tel point que lorsque les pharaons de la XXIe dynastie choisirent Tanis comme nouvelle capitale, ils voulurent édifier leur ville sur le même modèle en prévoyant au sud du site un nouveau temple dédié à Amon d'Opet qui lui aussi était relié à un grand temple consacré à Amon-Rê au nord.

## Louxor, lieu de culte millénaire

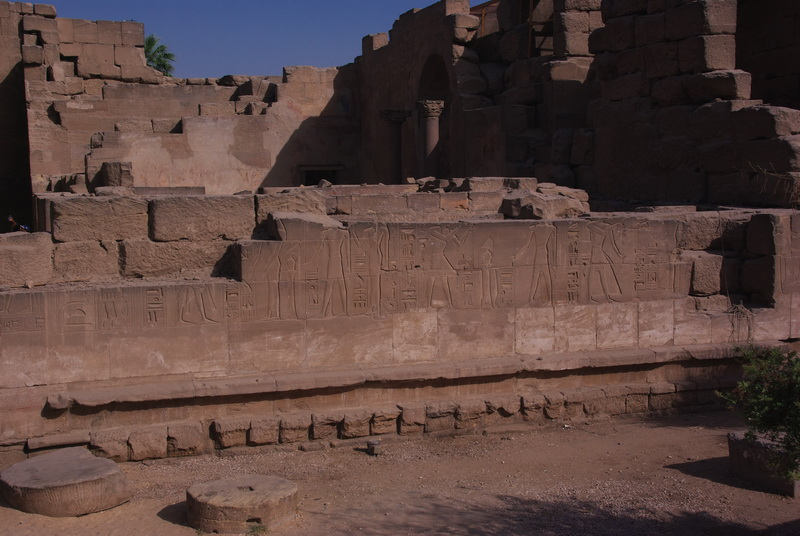
Écritures du passé au temple de Louxor (Louxor, Égypte).

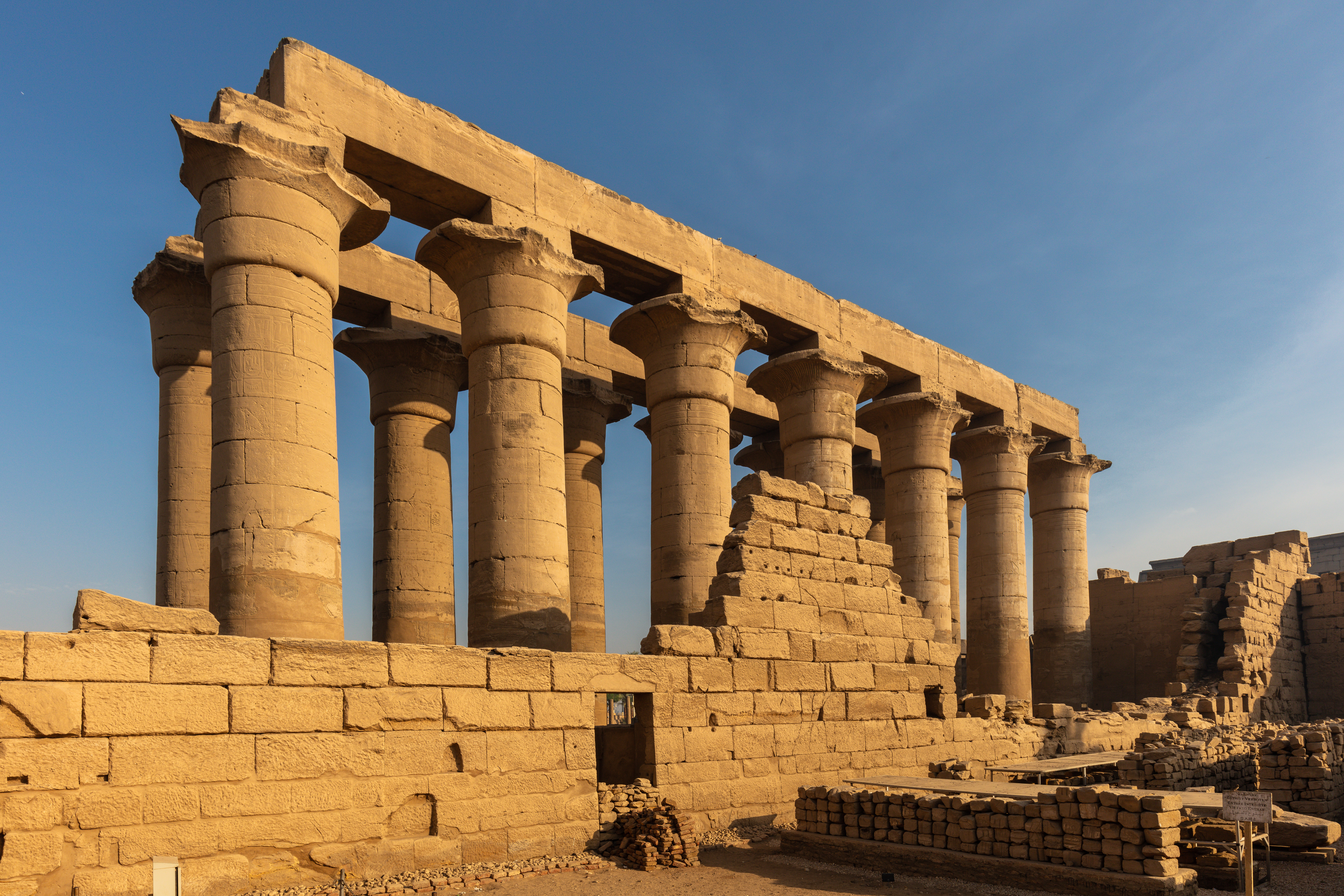
Vue sur la colonnade du temple de Louxor depuis sa salle hypostyle.

Comme les autres sanctuaires de la ville, le temple de Thèbes reçut une attention relative de la part des derniers Ptolémées auxquels on attribue le petit temple de Sarapis qui accueille le visiteur en sortant du dromos. 
C'est à partir de l'époque romaine que le déclin du temple commence. En effet, dès les premières années de la kratésis, Auguste confisque la terre des temples (hiéra gê) vers -20/-19. Les revenus des temples dépendent alors des subsides impériaux en blé et en argent, subsides qui diminuent fortement avec la crise de l'empire au IIIe siècle. La conséquence de ce retrait des subventions impériales est une lente détérioration si bien que, lorsqu'au milieu du IIIe siècle le temple est transformé en castrum, l'ancien culte avait été effectivement abandonné comme le montrent clairement les graffiti grecs de l'intérieur du temple. En effet, il est presque impensable que le gouvernement romain ait pris possession d'un temple en activité et ait mis ainsi fin au culte. 
Ce camp abritait la légion chargée de défendre le limes situé plus au sud à Assouan contre les Blemmyes, population nomade qui s'était emparée de la Basse Nubie. Le mur d'enceinte est reconstruit et des portes fortifiées y sont aménagées en remployant notamment des éléments du temple désaffecté. On va jusqu'à débiter entièrement un colosse de Ramsès II pour obtenir des blocs destinés à servir de linteaux et d'architraves aux portes qui gardent la forteresse. Une véritable ville de garnison se développe à l'intérieur de l'enceinte, avec ses voies se coupant à angle droit délimitant les quartiers ou insulae, dans lesquels sont édifiés forum et basiliques. Les Romains ne touchèrent pas au temple pharaonique dans son ensemble. Il semble que la grande cour d’Amenhotep III et la salle hypostyle furent utilisées comme quartier général des légions. Une chapelle romaine est installée dans la seconde salle hypostyle du sanctuaire, qui servait de vestibule au reposoir de la barque. La porte menant à l'origine à la salle réservée à celui-ci est alors fermée et remplacée par une grande abside en cul-de-four flanquée de deux colonnes de granit au fût monolithe et chapiteaux composites. Les murs ornés de reliefs de la XVIIIe dynastie sont recouverts d'enduits et ornés de fresques représentant les souverains, leur cour et des scènes de victoire militaire. 
Lorsque l'Empire romain embrasse le christianisme, plusieurs églises sont aménagées dans l'enceinte, dont une dans la cour de Ramsès II. On peut encore en voir une paroi, constituée elle aussi de gros blocs de réemploi provenant sans doute des murs démantelés du temple d'Amenhotep III. Par la suite, les conquérants musulmans construisent au-dessus de l'église une mosquée en l'honneur du saint local Abou el-Hagag, dont des reliques y sont conservées.
Louxor est un des plus anciens lieux de prière au monde. En effet, l'affectation religieuse du site est restée quasiment ininterrompue pendant plus de 3 500 ans.